# Ultimate Chicken Horse
Ultimate Chicken Horse — многопользовательская соревновательная компьютерная игра в жанре платформера, которая была разработана и выпущена канадской студией Clever Endeavour Games. 4 марта 2016 года игра вышла на PC, в декабре 2017 года — на PlayStation 4 и Xbox One, 25 сентября 2018 года — на Nintendo Switch.
В декабре 2024 года был анонсирован сиквел Ultimate Sheep Raccoon, выход которого запланирован на 2025 год.

## Геймплей
Ultimate Chicken Horse — платформер, в котором игроки выбирают себе персонажа-животного и карту, на которой будут играть. Цель игры — время от времени строить платформу и добираться до финиша, набирая очки. Также игроки добавляют препятствия, чтобы помешать соперникам, но и сами должны будут преодолеть их. Очки начисляются в каждом раунде за различные достижения, такие как приход к финишу первым, установка ловушки, которая убьёт соперника, сбор монеток и т.д. Победителем матча считается игрок, набравший определённое количество очков или набравший наибольшее количество очков после определённого количества раундов. Каждый раунд длится одну минуту.
Версии игры для PC, Nintendo Switch и PS4 поддерживают мультиплеер как локально, так и онлайн.

## Разработка
Концепт Ultimate Chicken Horse появился в сентябре 2014 года во время геймджема. Разработчик Ричард Атлас заявил в интервью для Gamasutra, что он был в процессе формирования Clever Endeavour Games, когда это произошло. В финальную команду разработчиков вошли сотрудники, которые ранее работали над такими играми, как Gardenarium и RimWorld.
Ultimate Chicken Horse изначально создавалась на движке Unity.

## Отзывы
| Сводный рейтинг       | Сводный рейтинг            |
| Агрегатор             | Оценка                     |
| --------------------- | -------------------------- |
| GameRankings          | PS4: 80,00 %               |
| Metacritic            | Switch: 80/100 PS4: 80/100 |
| OpenCritic            | 79/100                     |
| Иноязычные издания    |                            |
| Издание               | Оценка                     |
| Nintendo World Report | 8/10                       |
| Push Square           | [ 14 ]                     |
| The Escapist          | [ 15 ]                     |

Согласно Metacritic, Ultimate Chicken Horse получила «в основном положительные» оценки от критиков. OpenCritic пишет, что 77 % рецензентов рекомендуют игру.
Летом 2018 года, благодаря уязвимости в защите Steam Web API, стало известно, что точное количество пользователей сервиса Steam, которые играли в игру хотя бы один раз, составляет 770 483 человека.